# Humpty Dumpty
Humpty Dumpty és un personatge de les cançons de bressol angleses i un dels personatges més coneguts en el món anglòfon. Típicament se'l descriu com un ou. Les primeres versions enregistrades de la lletra de la cançó daten del principi del segle xix i la tonada de 1870. Els seus orígens són foscos i s'han donat diverses teories sobre el seu significat original.
El personatge de Humpty Dumpty va ser popularitzat als Estats Units per l'actor George L. Fox (1825–77). També apareix en l'obra de Lewis Carroll Through the Looking-Glass (1872). En aquest llibre hi porta una corbata com a regal de no aniversari.

## Lletra i melodia

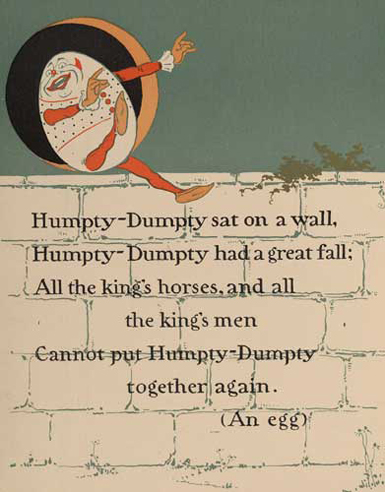
Humpty Dumpty (1902)

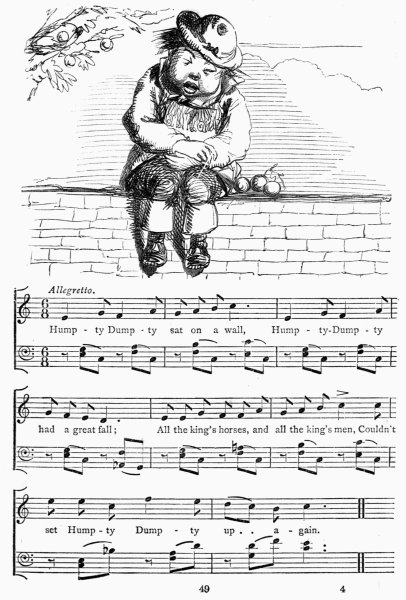
Il·lustració de Walter Crane, Mother Goose's Nursery Rhymes (1877), que mostra a Humpty Dumpty com un noi

La lletra és una de les més populars en l'idioma anglès. El text modern més comú és:
Humpty Dumpty sat on a wall,

Humpty Dumpty had a great fall.

All the king's horses and all the king's men

Couldn't put Humpty together again.
És un simple quatrain, amb rimes externes que segueix el patró AABB i amb una mètrica troqueu, la qual és comuna en les cançons de bressol. La melodia comunament associada amb la lletra va ser enregistrada primer per James William Elliott en el seu National Nursery Rhymes and Nursery Songs (1870). La Roud Folk Song Index, la cataloga amb el nombre 13026.
La lletra no estableix explícitament que el subjecte sigui un ou. En l'obra de Lewis Carrol Through the Looking-Glass (a través d'un mirall) Humpty discuteix de semàntica i pragmatisme amb Alícia (Alícia al País de les Meravelles).
La primera versió coneguda va ser publicada per Samuel Arnold dins Juvenile Amusements el 1797, amb la lletra:
Humpty Dumpty sat on a wall,

Humpty Dumpty had a great fall.

Four-score Men and Four-score more,

Could not make Humpty Dumpty where he was before.
Segons l'Oxford English Dictionary el terme "humpty dumpty" es referia a una beguda de brandy bullida amb ale al segle xvii.